# Walter Kahn
Walter Richard Kahn (* 22. April 1911 in Braunlage; † 14. Mai 2009 in Bad Bayersoien) war ein deutscher Reiseunternehmer.
Er gründete das Reisebüro Walter Kahn. 1953 gründete er mit Willy Scharnow und Walter Bangemann die „Scharnow-Reisen GmbH & KG“, die sich schnell zum zweitgrößten Reiseveranstalter in Deutschland entwickelte und aus der die TUI entstand. 1961 zog er sich aus dem Geschäftsleben zurück.
Er interessierte sich sehr für die Erhaltung und Erforschung von Märchen und Sagen und gründete daher 1985 die Märchen-Stiftung Walter Kahn. Ein weiteres Hobby war das Mineraliensammeln, auf diesem Gebiet trug er in Südwestafrika (heute Namibia)eine große Sammlung zusammen, die er 1982 dem mineralogischen Institut der Technischen Universität Braunschweig stiftete. Nach ihm ist das Mineral Warikahnit benannt. Seine umfangreiche Sammlung an Reiseliteratur übergab er dem Historischen Archiv zum Tourismus in Berlin.